# Базилевська-Барташевич Тетяна Анатоліївна
Тетя́на Анато́ліївна Базиле́вська-Барташе́вич (нар. 9 квітня 1959, Орджонікідзе, Північно-Осетинська АР, РРФСР, СРСР) — майстриня художнього ткацтва. Член НСМНМУ (1990). Заслужений майстер народної творчості України (1992). Лауреат Премії імені Миколи Аркаса, проживає в Миколаєві.

## Життєпис
Закінчила Кролевецьке художньо-промислове училище.
Входить до складу Миколаївського обласного народного творчого об'єднання «Прибужжя» — з 1983 року, майстриня ткацтва, вчить послідовників.
Брала участь у Виставці досягнень народної творчості УРСР та РСФСР, її робота нагороджена срібною медаллю. Ткані роботи зберігаються у фондах музеїв та приватних колекцій Болівії, Греції, Індії, України.
Була серед засновників кафедри декоративно-прикладного мистецтва Миколаївської філії КНУКіМ — разом із Євгеном Зайцевим та Інною Черкесовою.
В лютому 2014-го відбулася персональна виставка у стінах Миколаївського обласного художнього музею ім. В. Верещагіна — понад 70 рушників ручної роботи та 120-метрову рушникову доріжку. Цю роботу вона присвятила 200-річчю з дня народження Кобзаря — який є для неї далеким родичем по матері, а вона — праправнучкою Родіона Шевченка.

Майстриня працює в техніці ручного перебірного ткацтва, знаходячи натхнення в українській історії та природі, легендах і бувальщинах рідного краю, у творчості Т. Г. Шевченка. Ткані рушники майстрині представляють українське народне мистецтво на обласних, всеукраїнських, закордонних виставках (США, Греція, Індія, Мозамбік, Болівія) та зберігаються у фондах Національного музею архітектури та побуту України, Миколаївського обласного художнього музею імені В. В. Верещагіна, Миколаївського обласного краєзнавчого музею «Старофлотські казарми», у приватних колекціях.